# Škoda Radschlepper Ost
Il Radschlepper Ost (letteralmente "trattore per l'est") è stato un camion da trasporto prodotto dalla Škoda e impiegato dalle truppe tedesche durante il secondo conflitto mondiale. Venne prodotto in poco più di 200 esemplari a causa dell'inadeguatezza mostrata sul campo.

## Sviluppo
Già durante le prime operazioni sul fronte orientale, aperto il 22 giugno 1941, la mobilità delle Panzer-Division venne minacciata dalle proibitive condizioni del terreno: i camion utilizzati per il trasporto rapido di munizioni e rifornimenti rimanevano impantanati nel fango e i carri armati si bloccavano poiché il fango, che ne ricopriva le ruote, si gelava. L'Heereswaffenamt ("Ufficio armamenti") evidenziò la necessità di mezzi aventi un'elevata altezza da terra, motori potenti e trazione integrale. Adolf Hitler condivise le conclusioni dell'HWA per un veicolo a trazione integrale e dotato di ruote metalliche di grande diametro. Il progetto venne affidato a Ferdinand Porsche, cui fu richiesto un prototipo per l'autunno del 1942. La presentazione del prototipo nel novembre 1942, alla presenza di Hitler, fu deludente; furono evidenziati limiti evidenti e perciò il veicolo fu sottoposto a una serie di modifica che tuttavia non risolsero le manchevolezze segnalate.
La produzione fu affidata alla Škoda di Mladá Boleslav che nel periodo 1942-1944 fabbricò più di 200 esemplari. Non risulta che alcun veicolo sia sopravvissuto alla guerra.

## Impiego operativo
Il peso elevato e la ridotta superficie d'appoggio delle grandi ruote metalliche (1,50 metri di diametro) portava a valori elevati di pressione al suolo, di conseguenza il veicolo si impantanava anche su terreni relativamente solidi e sul ghiaccio era ingovernabile. A causa di questi difetti non fu mai impiegato sul fonte orientale per cui era stato progettato, ma fu invece adoperato in Olanda e durante lo sbarco in Normandia. Alcuni risultano essere stati schierati e utilizzati durante l'Offensiva delle Ardenne.